# Fortunatianus d'Aquilée
Fortunatianus d'Aquilée est un évêque d'Aquilée (Italie du Nord) (v. 350) et un auteur chrétien de langue latine, qui a laissé un commentaire de l'Évangile.

## Biographie
Selon le témoignage de Jérôme de Stridon (De Viris Illustribus (Jerome) (en), 97), Fortunatianus était né en Afrique du Nord. En 343, il est déjà évêque d'Aquilée quand il participe au concile de Sardique (Serdica, aujourd'hui Sofia, en Bulgarie), qui condamne l'arianisme et affirme la primauté du pape.
Cependant, Constance II, partisan de la doctrine arienne, étant devenu entretemps le maître de l'empire romain, Fortunatianus accepte docilement au concile de Milan (355) d'approuver la déposition d'Athanase d'Alexandrie, pour éviter d'être banni.
Il semble qu'il soit mort peu avant 368.

## Œuvre
Fortunatianus est l'auteur d'un Commentaire de l'Évangile, mentionné par saint Jérôme (Ep., 10, 3), dont on ne connaissait que trois citations d'époque carolingienne. Ce commentaire a été identifié récemment par Lukas D. Dorfbauer sur un manuscrit du IXe siècle de la bibliothèque de la cathédrale de Cologne. C'est le commentaire des Évangiles le plus ancien qui nous soit parvenu de l'Occident romain.

## Écrits
Fortunatien, né en Afrique du Nord, était évêque d'Aquilée, en Italie, vers le milieu du IVe siècle.